# Toyota Altezza

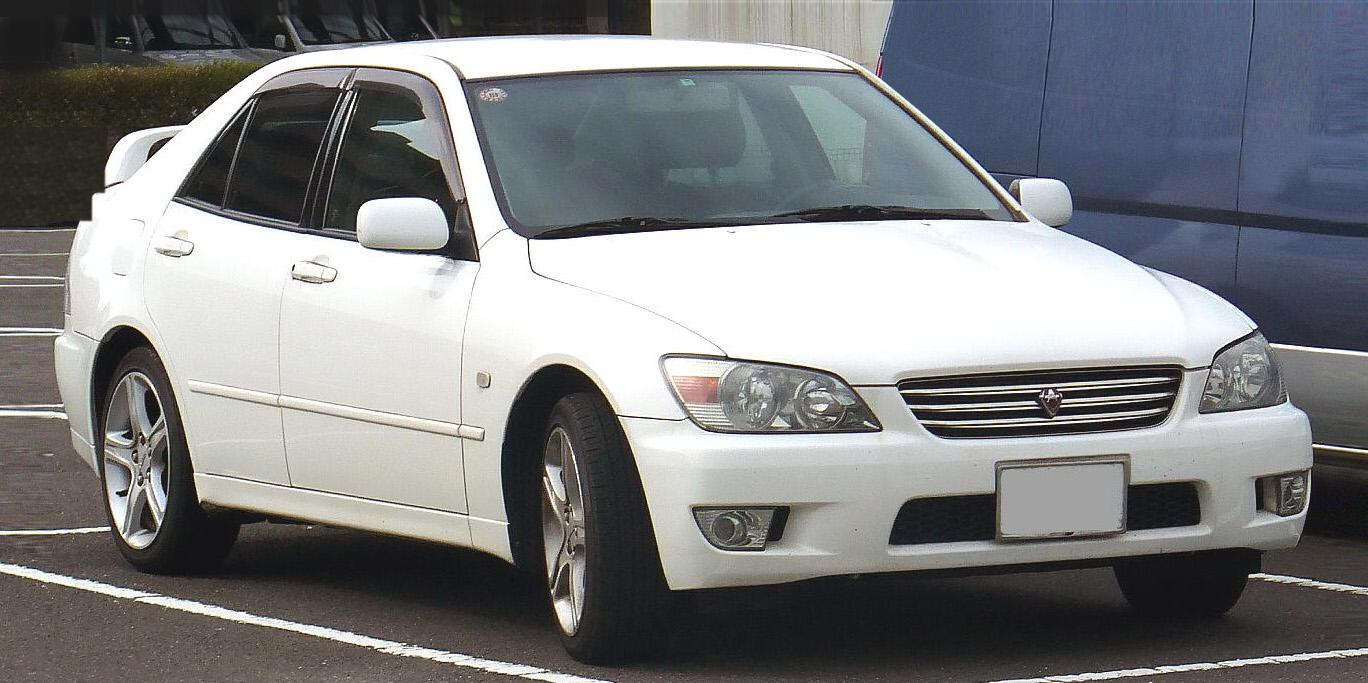
Toyota Altezza sedan

Toyota Altezza är en sedan som tillverkades av Toyota mellan 1998 och 2005. Modellen lanserades ursprungligen för den japanska marknaden.  Altezza RS200 var en av de två huvudvarianterna av Altezza, där den andra var AS200, som hade en mindre kraftfull motor. I vissa internationella marknader, som Nordamerika och Europa, såldes en variant av Altezza under namnet Lexus IS 200/IS 300.

## Motor och prestanda
Altezza RS200 var utrustad med en 2,0-liters fyrcylindrig motor med motorkoden 3S-GE. Motorn utvecklade mellan 200 och 210 hästkrafter beroende på växellådsalternativ och var känd för sin höga varvtalskapacitet och VVT-i (Variable Valve Timing-intelligence) teknologi.
Accelerationstider varierade beroende på specifikation, men 0–100 km/h kunde uppnås på cirka 7 sekunder med den sexväxlade manuella växellådan. Ett alternativ var en fyrväxlad automatisk växellåda.

## Växellåda och drivlina
Modellen erbjöds med en sexväxlad manuell växellåda eller en fyrväxlad automatisk växellåda. Den manuella växellådan ansågs ge bättre prestanda och körkänsla, medan den automatiska versionen riktade sig mer till komfortorienterade förare.
Samtliga Altezza RS200-modeller hade bakhjulsdrift.

## Chassi och köregenskaper
Toyota Altezza RS200 hade ett chassi med en relativt låg vikt och en jämn viktfördelning. Fjädringssystemet bestod av dubbla triangellänkar både fram och bak, vilket bidrog till god väghållning och stabilitet vid kurvtagning. Styrningen var direkt.
Bilen hade skivbromsar på alla fyra hjulen, och vissa modeller var utrustade med Torsendifferential.

## Kaross och design
Toyota Altezza hade en design med skarpa linjer och en sportig framtoning. Fronten kännetecknades av tydliga strålkastare och en enkel men aggressiv grill. En av de mest framstående designelementen var de klara baklyktorna, som senare inspirerade liknande design på andra bilmodeller.
Interiören i RS200 var förarorienterad med sportiga stolar och en instrumentpanel som inkluderade en centralt placerad varvräknare.

## Speciella versioner
Under produktionstiden fanns vissa specialversioner av Altezza RS200. Bland dessa fanns Altezza RS200 Z-Edition, som hade ytterligare uppgraderingar såsom sportigare fjädring och en mer aggressiv exteriördesign.
Det fanns även TRD- Toyota Racing Development och Modellista-versioner som kunde fås med aerodynamiska kit och prestandaförbättringar.

## Marknad och arv
Toyota Altezza RS200 var populär bland bilentusiaster, särskilt i Japan, där den ofta användes för både gatukörning och bankörning. Modellen var också populär inom drifting.
Internationellt fick bilen uppmärksamhet genom sin nära koppling till Lexus IS-serien. Trots att Lexus-versionen hade andra motoralternativ var chassi och köregenskaper i grunden desamma.

### Fototer
1. ↑  ”New Page 18”. www.3sgte.com. https://www.3sgte.com/page_18.htm. Läst 26 februari 2025.